# クリアウォーター川 (アルバータ州・サスカチュワン州)

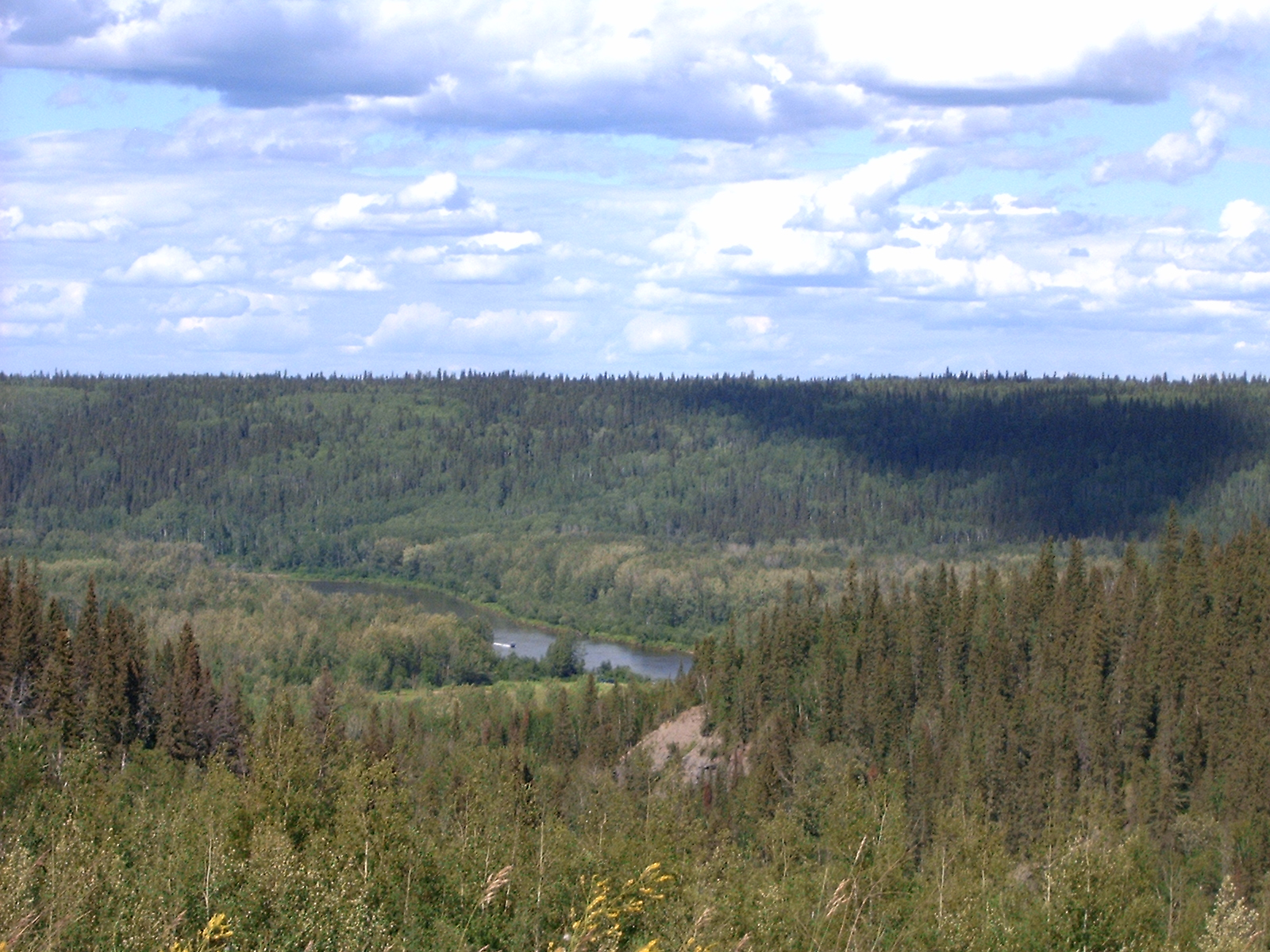
フォートマクマレー付近のクリアウォーター川

クリアウォーター川（クリアウォーターがわ）はカナダのサスカチュワン州、アルバータ州にあるマッケンジー川水系の川。アサバスカ川の右岸支流。長さ295km。
水源はサスカチュワン州のブローチ湖で、南東へ流れ、カリーン湖で南西に向きを変える。アルバータ州に入り、フォートマクマレーでアサバスカ川に合流する。
水源のブローチ湖は標高460mで、そこからアサバスカ川との合流地点までには約150mの標高差がある。
支流はデスチャーム川、マクリーン川、クリスティーナ川。